# Arenetra hirsutula
Arenetra hirsutula là một loài tò vò trong họ Ichneumonidae.